# ديفيد شيلتون فيليبس
ديفيد شيلتون فيليبس (بالإنجليزية: David Chilton Phillips)‏ بارون فيليبس من إليسمير، (7 مارس 1924 - 23 فبراير 1999) عالم بيولوجي هيكلي بريطاني رائد وشخصية مؤثرة في العلوم والحكومة.

## روابط خارجية
- ديفيد شيلتون فيليبس على موقع IMDb (الإنجليزية)
- ديفيد شيلتون فيليبس على موقع إن إن دي بي (الإنجليزية)